# أرومة ليفية
الأرومة الليفية وتسمى أيضًا خلية مولدة ليفية، كما سُميت قديمًا خلية النسيج الضام (بالإنجليزية: Fibroblast)، هي نوع من الخلايا الحيويَّة ذات شكل مغزلي عادةً تقوم بتصنيع النسيح البيني خارج الخلية والكولاجين، وتنتج الإطار الهيكلي (اللحمة) للأنسجة الحيوانية، وتلعب دورًا هامًا في التئام الجروح. تُعد الأرومات الليفية أكثر الخلايا شيوعًا في النسيج الضام لدى البشر والحيوانات.

### باللغة الإنجليزية
1. ↑  نموذج تأسيسي في التشريح، QID:Q1406710
2. ↑  Murray، Lynne A.؛ Knight، Darryl A.؛ Laurent، Geoffrey J. (2009). "Fibroblasts". Asthma and COPD: 193–200. DOI:10.1016/B978-0-12-374001-4.00015-8.
3. ↑  "Fibroblast". Genetics Home Reference. U.S. National Library of Medicine. 5 مايو 2014. مؤرشف من الأصل في 2016-02-05. اطلع عليه بتاريخ 2014-05-10.
4. ↑  "Fibroblasts". مؤرشف من الأصل في 2025-02-13. اطلع عليه بتاريخ 2018-08-16.

### باللغة العربيَّة
1. ↑  [أ] محمد هيثم الخياط (2006). المعجم الطبي الموحد: إنكليزي - عربي (بالعربية والإنجليزية) (ط. 4). بيروت: مكتبة لبنان ناشرون، منظمة الصحة العالمية. ص. 744. ISBN:978-9953-33-726-5. OCLC:192108789. QID:Q12193380.
[ب] عبد العزيز اللبدي (2005)، القاموس الطبي العربي: عربي - عربي (بالعربية والإنجليزية) (ط. 1)، عَمَّان: دار البشير (الأردن)، ص. 44، OCLC:81299958، QID:Q119764318
[جـ] يوسف حتي؛ أحمد شفيق الخطيب (2011). قاموس حتي الطبي الجديد: طبعة جديدة وموسعة ومعززة بالرسوم إنكليزي - عربي مع ملحقات ومسرد عربي - إنكليزي (بالعربية والإنجليزية) (ط. الأولى). بيروت: مكتبة لبنان ناشرون. ص. 324. ISBN:978-9953-86-883-7. OCLC:868913367. QID:Q112962638.
[د] أحمد نبيل أبو خطوة؛ هاني شودري (2022). رانية العرضاوي (المحرر). معجم الكيمياء الحيوية والجينوم والبيولوجيا الجزئية (بالعربية والإنجليزية). جدة: جامعة الملك عبد العزيز. ص. 272. ISBN:978-603-8337-24-0. QID:Q124330658.
[هـ] معجم المصطلحات الطبية (بالعربية والإنجليزية) (ط. 2). القاهرة: مجمع اللغة العربية بالقاهرة. ج. 2. 1990. ص. 206. ISBN:978-977-5037-00-8. OL:18191706M. QID:Q124465865.
[و] محمد مرعشي (2003). معجم مرعشي الطبي الكبير (بالعربية والإنجليزية). بيروت: مكتبة لبنان ناشرون. ص. 33. ISBN:978-9953-33-054-9. OCLC:4771449526. QID:Q98547939.
2. ↑  [أ] المعجم الموحد لمصطلحات علم الأحياء، سلسلة المعاجم الموحدة (8) (بالعربية والإنجليزية والفرنسية)، تونس: مكتب تنسيق التعريب، 1993، ص. 141، OCLC:929544775، QID:Q114972534
[ب] معجم مصطلحات علم الحيوان، المعجم الموحد للمصطلحات العلمية في مراحل التعليم العام (4) (بالعربية والإنجليزية والفرنسية)، بغداد: المجمع العلمي العراقي، 1976، ص. 56، OCLC:122886988، QID:Q116174816
3. ↑  محمد شرف (1928)، معجم إنجليزي عربي في العلوم الطبية والطبيعية: مبني على المعارف الحديثة (بالعربية والإنجليزية) (ط. 2)، القاهرة: الهيئة العامة لشؤون المطابع الأميرية، ص. 314، OCLC:236006914، QID:Q131415881

## روابط خارجية
- مادة علم الأنسجة في جامعة إلينوي في إربانا-شامبين 240
- Histo/practical/ctproper/hp3-15.html في موقع (MedEd) التابع لجامعة لويولا.